# Česká extraliga v házené žen
Česká extraliga v házené žen je nejvyšší ženskou házenkářskou soutěží v České republice, která se hraje od sezony 1993/1994. Týmu, který zvítězí ve finále, je udělen titul Mistryň České republiky.

## Formát
V minulosti se nejvyšší česká soutěž hrála systémem podzim-jaro jako dlouhodobá soutěž, kdy týmy hrály s každým soupeřem doma a venku. 
Od sezony 2002/03, kdy se začala hrát společná česko-slovenská interliga, neexistuje samostatná základní část: po skončení interligy se nejlepší české týmy utkají v play-off o český titul a právo startu v evropských pohárových soutěžích.

## Název soutěže
- 1993/94 – 1994/95: 1. liga
- 1995/96 – 2006/07: Extraliga
- 2007/08 – 2010/11: Zubr extraliga
- 2011/12 – 2013/14: Tipgames extraliga
- 2013/14 – 2014/15: Triglav pojišťovna extraliga
- 2014/15 – 2017/18 Extraliga
- 2017/18 – dosud: MOL Liga

## Přehled medailistů
| Sezona  | Zlato                                                          | Stříbro                                                        | Bronz                                                          |
| 1993/94 | Slavia Praha                                                   | Novesta Zlín                                                   | DHK Zora Olomouc                                               |
| 1994/95 | Novesta Zlín                                                   | Slavia Praha                                                   |                                                                |
| 1995/96 | Novesta Zlín                                                   | DHK Zora Olomouc                                               |                                                                |
| 1996/97 | LR Cosmetic Ostrava                                            | HC Veselí nad Moravou                                          |                                                                |
| 1997/98 | LR Cosmetic Ostrava                                            | DHC Slavia Praha                                               | HC Veselí nad Moravou                                          |
| 1998/99 | DHC Slavia Praha                                               | HC Veselí nad Moravou                                          | DHK Zora Olomouc                                               |
| 1999/00 | DHC Slavia Praha                                               | Lokomotiva Cheb                                                |                                                                |
| 2000/01 | DHC Slavia Praha                                               | Novesta Zlín                                                   |                                                                |
| 2001/02 | DHC Slavia Praha                                               | Novesta Zlín                                                   | DHK Zora Olomouc                                               |
| 2002/03 | DHK Altermed Olomouc                                           | DHC Slavia Praha                                               | HC Zlín                                                        |
| 2003/04 | DHK Zora Olomouc                                               | DHC Slavia Praha                                               | HC Zlín                                                        |
| 2004/05 | HC Zlín                                                        | HC Veselí nad Moravou                                          | DHC Slavia Praha                                               |
| 2005/06 | HC Sport Slokov Veselí nad Moravou                             | DHC Slavia Praha                                               | DHK Zora Olomouc                                               |
| 2006/07 | DHC Slavia Praha                                               | HC Veselí nad Moravou                                          | DHK Zora Olomouc                                               |
| 2007/08 | DHK Zora Olomouc                                               | HC Veselí nad Moravou                                          | DHC Slavia Praha                                               |
| 2008/09 | HC Britterm Veselí nad Moravou                                 | DHK Zora Olomouc                                               | DHC Slavia Praha                                               |
| 2009/10 | DHC Slavia Praha                                               | HC Britterm Veselí nad Moravou                                 | DHK Zora Olomouc                                               |
| 2010/11 | HC Britterm Veselí nad Moravou                                 | DHC Slavia Praha                                               | HC Zlín                                                        |
| 2011/12 | DHC Sokol Poruba                                               | HC Britterm Veselí nad Moravou                                 | TJ Sokol Písek                                                 |
| 2012/13 | DHK Baník Most                                                 | DHC Sokol Poruba                                               | DHC Slavia Praha                                               |
| 2013/14 | DHK Baník Most                                                 | DHC Slavia Praha                                               | DHC Sokol Poruba                                               |
| 2014/15 | DHK Baník Most                                                 | DHC Sokol Poruba                                               | DHC Slavia Praha                                               |
| 2015/16 | DHK Baník Most                                                 | DHC Slavia Praha                                               | DHC Sokol Poruba                                               |
| 2016/17 | DHK Baník Most                                                 | DHC Slavia Praha                                               | DHK Zora Olomouc                                               |
| 2017/18 | DHK Baník Most                                                 | DHC Slavia Praha                                               | SHK Veselí nad Moravou                                         |
| 2018/19 | DHK Baník Most                                                 | DHC Slavia Praha                                               | DHC Sokol Poruba                                               |
| 2019/20 | Vítěz neurčen, sezóna nebyla dohrána kvůli pandemii covidu-19. | Vítěz neurčen, sezóna nebyla dohrána kvůli pandemii covidu-19. | Vítěz neurčen, sezóna nebyla dohrána kvůli pandemii covidu-19. |
| 2020/21 | DHK Baník Most                                                 | DHC Slavia Praha                                               | DHC Sokol Poruba                                               |
| 2021/22 | DHK Baník Most                                                 | DHC Plzeň                                                      | DHK Zora Olomouc                                               |
| 2022/23 | DHC Slavia Praha                                               | DHK Baník Most                                                 | DHK Zora Olomouc                                               |
| 2023/24 | DHK Baník Most                                                 | Házená Kynžvart                                                | TJ Sokol Písek                                                 |
| 2024/25 | DHK Baník Most                                                 | DHC Slavia Praha                                               | Házená Kynžvart                                                |